# Cruz (nombre)
Cruz es un nombre propio ambiguo de origen latino en su variante en español. Proviene del latín crux, instrumento de tortura utilizado por los romanos que, tras la crucifixión de Jesús, se convirtió en símbolo del cristianismo. Es corriente la combinación Juan Cruz, María de la Cruz o Maricruz.

## Santoral
14 de septiembre: Exaltación de la Santa Cruz.
3 de mayo: Invención de la Vera Cruz (encuentro del santo madero por Sta. Elena)

## Variantes
| Variantes en otras lenguas | Variantes en otras lenguas |
| -------------------------- | -------------------------- |
| Español                    | Cruz o Crus                |
| Alemán                     | Kreuz                      |
| Bretón                     | Kroaz                      |
| Catalán                    | Creu                       |
| Checo                      | Kříž                       |
| Danés                      | Kors                       |
| Euskera                    | Gurutze (m), Guruzne (f)   |
| Francés                    | Croix                      |
| Griego                     | Σταυρός (Stavros)          |
| Inglés                     | Cross                      |
| Italiano                   | Croce                      |
| Latín                      | Crux                       |
| Lituano                    | Kryžius                    |
| Noruego                    | Kors                       |
| Polaco                     | Krzyż                      |
| Portugués                  | Cruz o Crus                |
| Rumano                     | Cruce                      |
| Ruso                       | Крест (Krest)              |
| Sueco                      | Kors                       |